# Love Don't Hate It
Love Don't Hate It è un singolo del cantante olandese Duncan Laurence, pubblicato il 23 ottobre 2019 come secondo singolo estratto dal primo album in studio Small Town Boy.
Il brano, che è stato anche incluso nell'EP Worlds on Fire, è stato scritto dallo stesso cantante con Michelle Buzz, Robert Gerongco, Sam Farrar e Samuel Gerongco.

## Tracce
1. Love Don't Hate It – 2:51

## Classifiche
| Classifica (2019) | Posizione massima |
| ----------------- | ----------------- |
| Belgio (Fiandre)  | 53                |
| Paesi Bassi       | 41                |